# Sarkis Kalfa
Sarkis Kalfa (* in Kayseri, Osmanisches Reich; † spätestens 1740) war ein armenischer Architekt. (Kalfa bedeutet Geselle und ist Teil des Namens).
Nach dem Brand vom 6. Juli 1718 baute er zusammen mit dem Architekten Araboğlu Hacı Melidon Kalfa die Patriarchatskirche in Konstantinopel wieder auf. 1727 renovierte er die Surp-Garabed-Kirche von Scutari vom Fundament auf. Die 1731 in Galata niedergebrannte Surp-Krikor-Lussaworitsch-Kirche baute er im Folgejahr erneut auf.
Er starb spätestens 1740.

## Bauwerke (Auswahl)
- Ibrahim-Pascha-Moschee (auch Kurşunlu Cami) in Nevşehir, 1727

| Personendaten    | Personendaten                        |
| ---------------- | ------------------------------------ |
| NAME             | Kalfa, Sarkis                        |
| KURZBESCHREIBUNG | armenischer Architekt und Baumeister |
| GEBURTSDATUM     | vor 1718                             |
| GEBURTSORT       | Gassaria, Türkei                     |
| STERBEDATUM      | vor 1740                             |